# Sapromyza hypocrita
Sapromyza hypocrita är en tvåvingeart som beskrevs av Kertesz 1900. Sapromyza hypocrita ingår i släktet Sapromyza och familjen lövflugor. Inga underarter finns listade i Catalogue of Life.